# Photoctus boliviae
Photoctus boliviae is een keversoort uit de familie glimwormen (Lampyridae). De wetenschappelijke naam van de soort werd voor het eerst geldig gepubliceerd in 1961 door McDermott.